# Wehrkirche Kleinzwettl

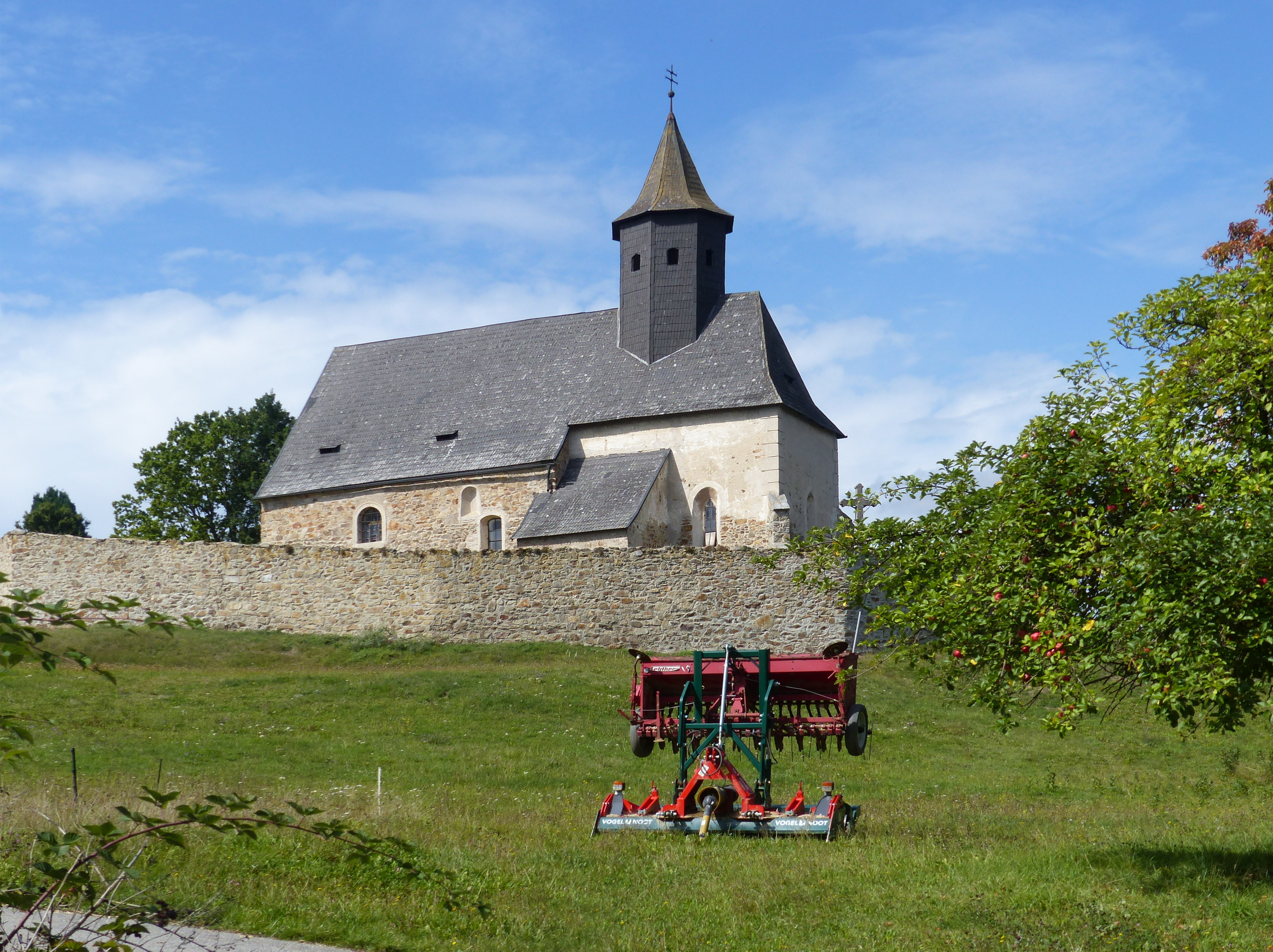
Katholische Filialkirche zum hl. Jakobus d. Ä.

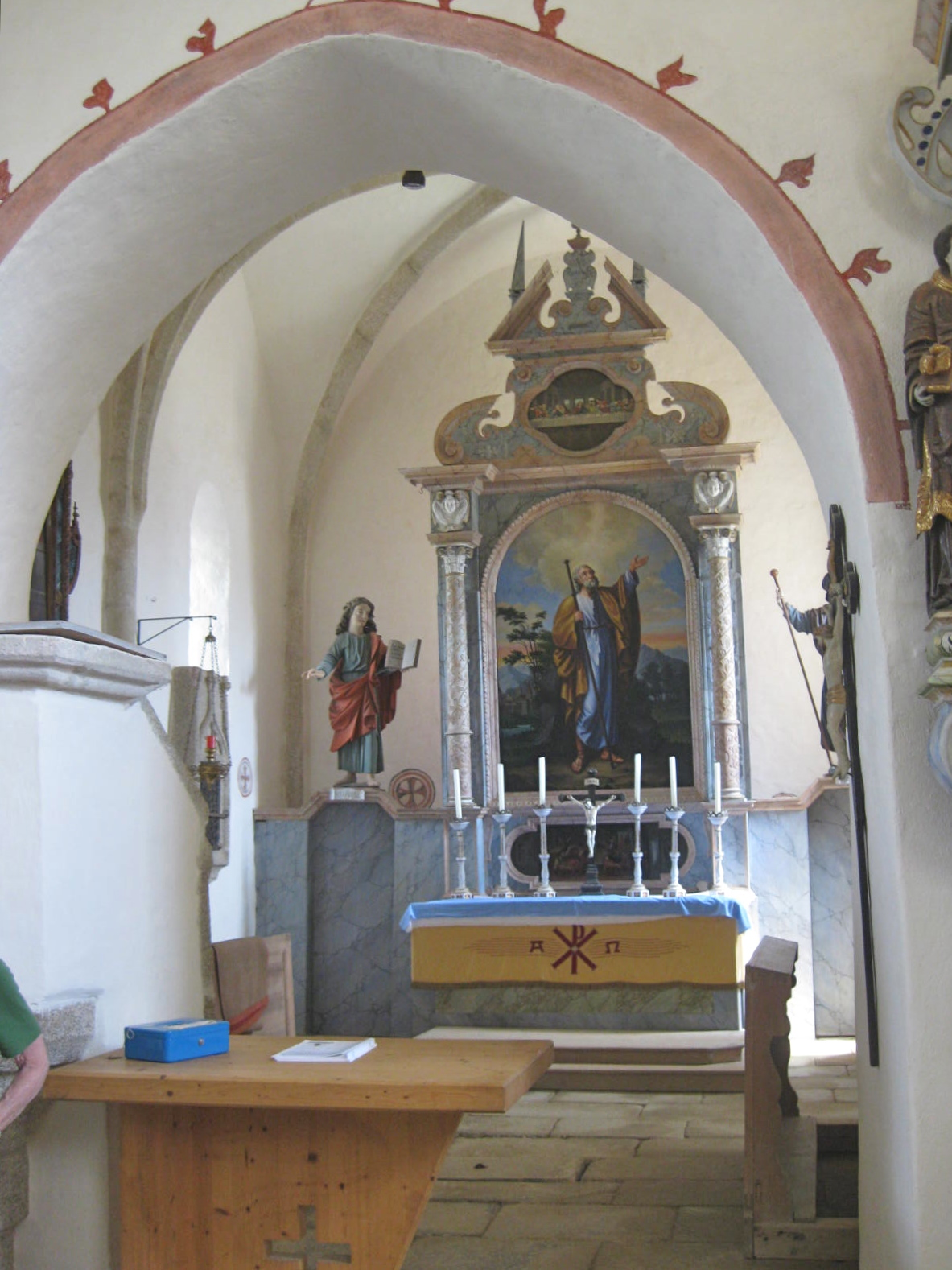
Hauptaltar mit Kanzel aus Granit

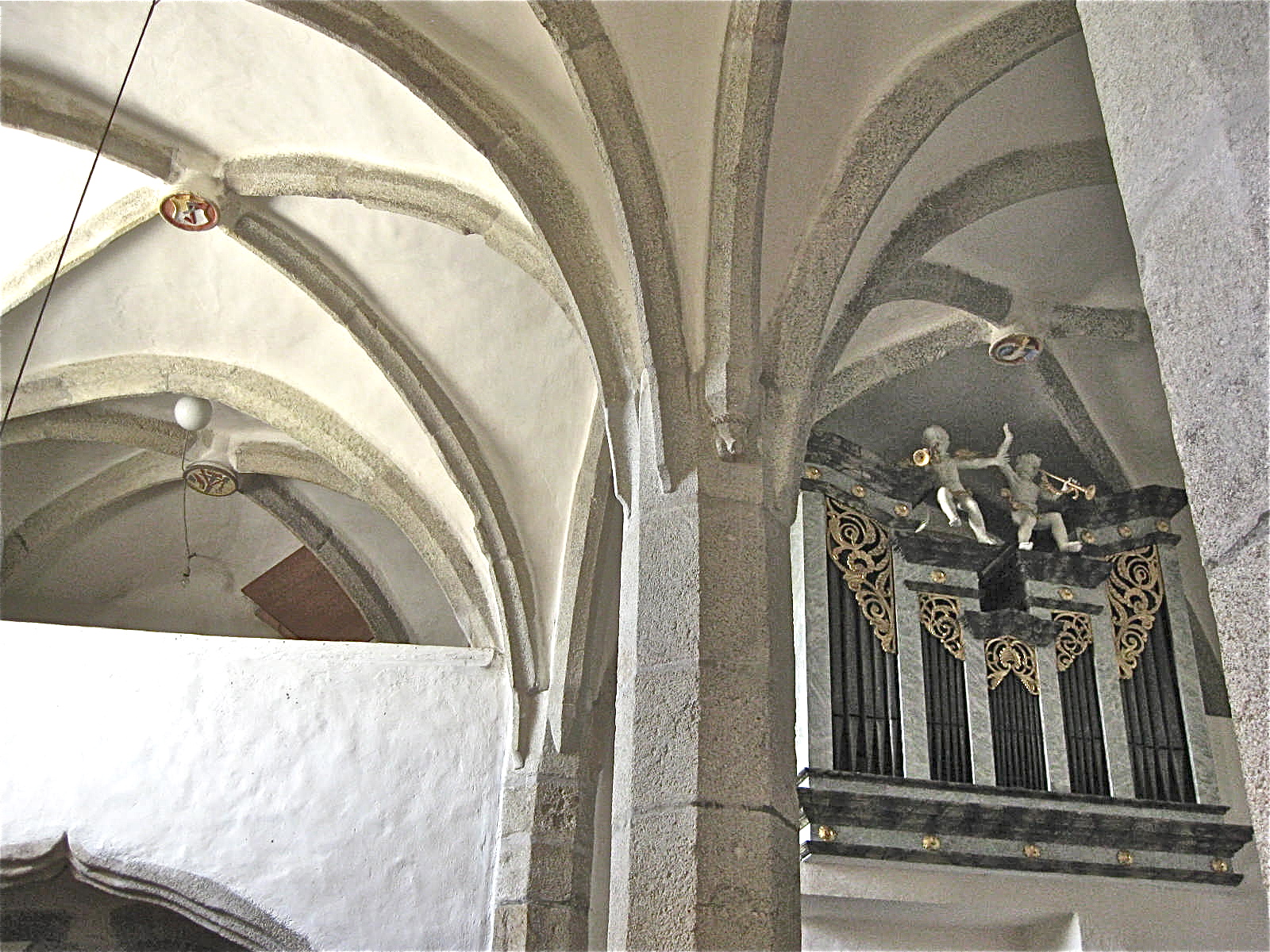
Empore mit Gatto-Orgel von 1842

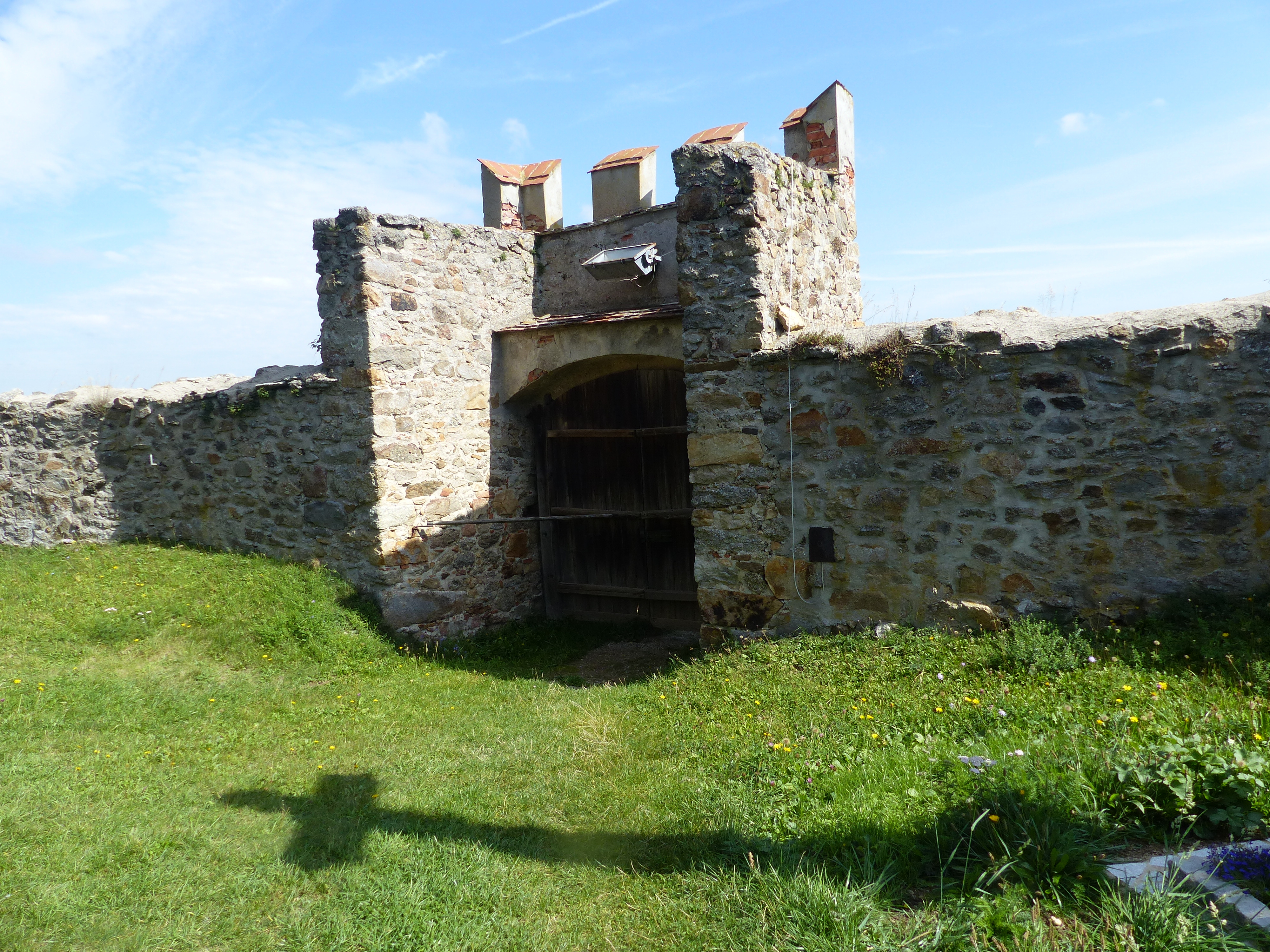
Ansicht des innen offenen Torturms

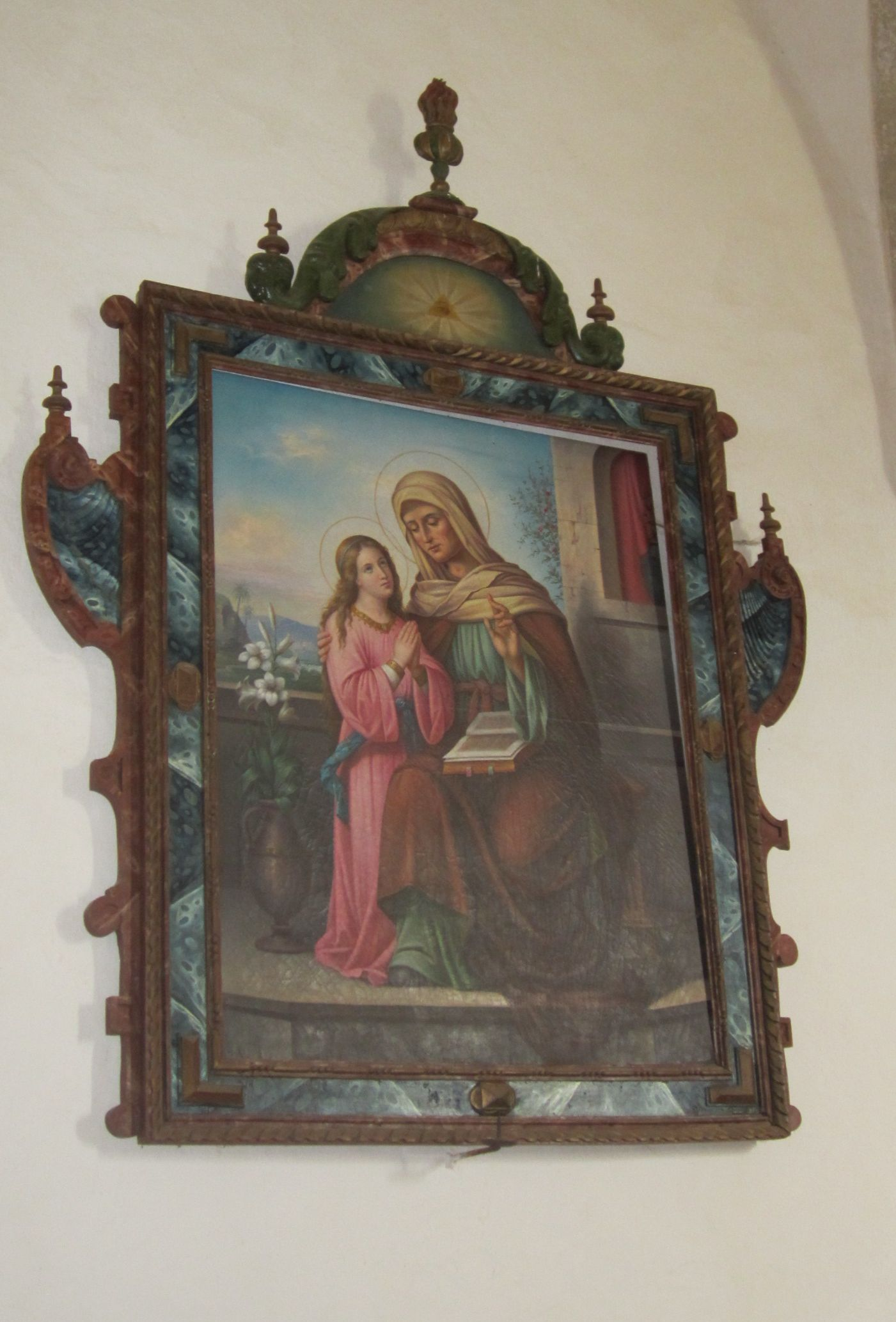
Anna lehrt Maria das Lesen

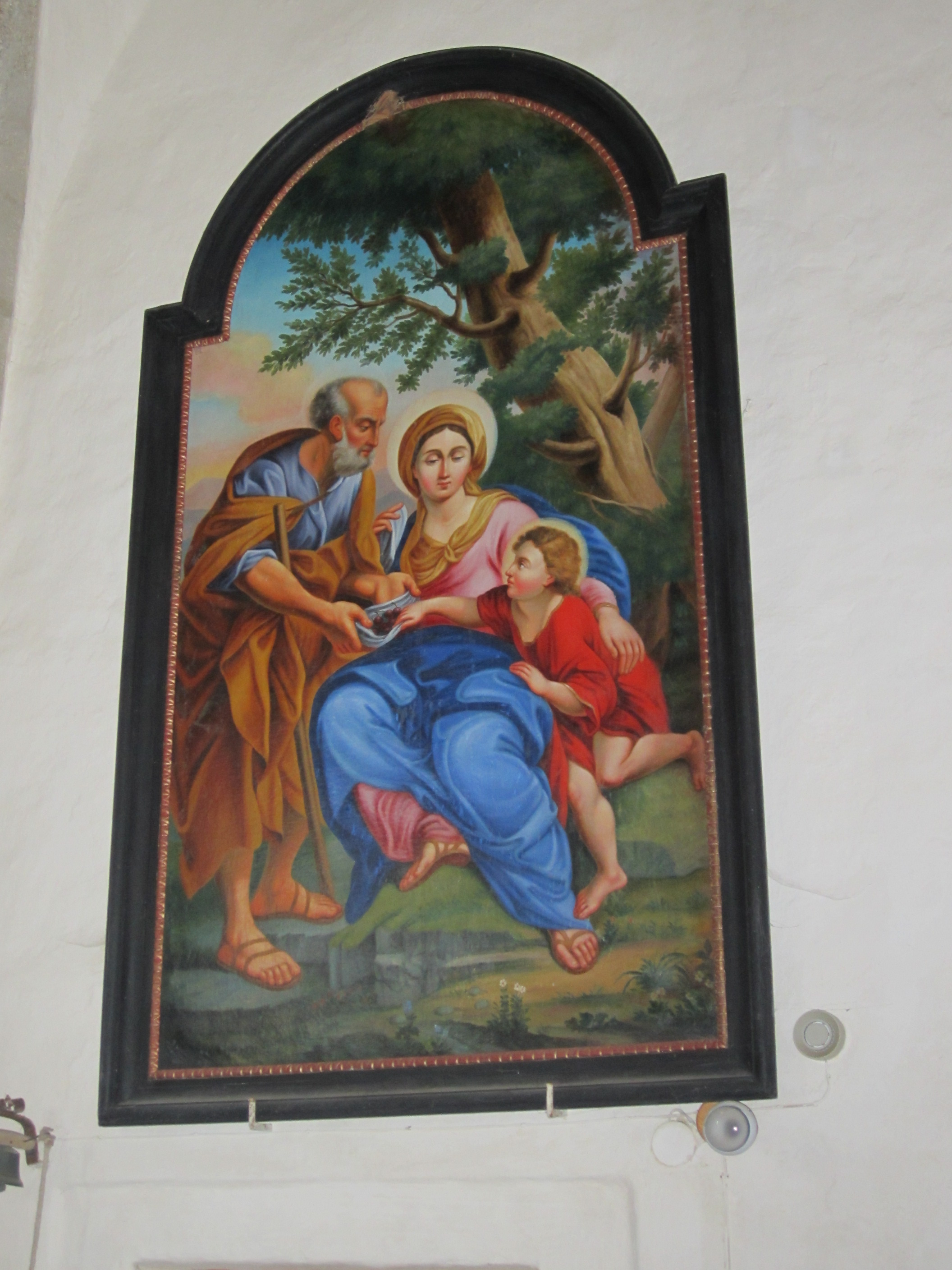
Heilige Familie

Die Wehrkirche Kleinzwettl mit einer gut erhaltenen Wehrkirchhofanlage steht auf einer Anhöhe südwestlich abseits des Ortes Kleinzwettl in der Marktgemeinde Gastern im Bezirk Waidhofen an der Thaya in Niederösterreich. Die auf den heiligen Jakobus der Ältere geweihte römisch-katholische Filialkirche gehört zum Dekanat Waidhofen an der Thaya in der Diözese St. Pölten. Die Kirche steht unter Denkmalschutz (Listeneintrag).

## Geschichte
Urkundlich wurde die Kirche 1636 erneuert. Eine weitere Erneuerung war um 1770. 1911/1913 war eine Renovierung. 1961 eine Restaurierung.

## Architektur
Die im Kern romanische und gotische umgebaute Hallenkirche trägt einen mächtigen Dachreiter und steht inmitten eines polygonal umfriedeten Kirchhofs mit beinahe in voller Höhe erhaltener Bruchsteinmauer.
Der Kirchhof mit einem östlichen Zugang war ursprünglich durch einen vorgelagerten Erdwall und ehemaligen Graben zusätzlich gesichert. Der vorspringende etwas erhöhte und hinten offene rechteckige Torturm besteht aus Bruchsteinmauerwerk mit einem Zinnenabschluss aus dem 15. Jahrhundert, seitlich des rundbogigen Tores sind noch Spuren eines Windenfalzes der ehemaligen Zugbrücke erkennbar. Im Westen bestand gegen das ansteigende Gelände durch einen halbkreisförmigen Erdwall mit einem Halsgraben ein weiterer Schutz. Unterhalb der Kirche sind Reste eines Erdstalls erhalten.
Das Kirchenäußere zeigt großteils unverputztes Bruchsteinmauerwerk unter einem Satteldach. Das im Kern romanische Langhaus zeigt mit Traufsteinen und durch eine westliche Giebellinie die ursprüngliche Höhe aus dem 12. Jahrhundert. In der zweiten Hälfte des 13. Jahrhunderts wurde das Langhaus erhöht. Es gibt romanische Rundbogenfenster, nord- und südseitig sind zwei kleine Fenster vermauert, südseitig gibt es zusätzlich zwei kleine Fenstergewände, das obere im Bereich der späteren Erhöhung. Unregelmäßig verteilt gibt es barocke zum Teil ausgeweitete Rund- und Flachbogenfenster. Im südlichen gotischen profilierten Spitzbogenportal ist der ursprüngliche Türflügel mit erhaltenem Blockschloß und am inneren Türrahmen Balkenriegellöcher erhalten. Der ursprüngliche segmentbogige Tympanonstein mit einem Reliefkreuz des ehemals romanischen Portals wurde 1961 aufgefunden und an der Kirchenwand befestigt.
Der gotische zweijochige Rechteckchor aus der ersten Hälfte des 14. Jahrhunderts hat einfach abgetreppte nachträgliche angefügte Strebepfeiler und gotische Spitzbogenfenster teils mit Dreipassfüllung und aufgeputzten Kreuzbekrönungen. Der achtseitige Dachreiter trägt einen Pyramidendach und wurde 1908/1909 erneuert. In der südlichen Chorecke steht der mittelalterliche und barock gewölbte Sakristeianbau.
Es gibt Spuren einer barocken rot gemalten Quaderung am Langhausgesims und am Chor.
Das Friedhofskreuz nennt 1884.
Das Kircheninnere im romanischen Langhaus zeigt im oberen Bereich mit dem Mauerrücksprung die nachträgliche Erhöhung, das Langhaus wurde im 15. Jahrhundert wohl in Etappen zu einer zweischiffigen vierjochigen Halle verändert. Das Kreuzrippengewölbe mit betonten Gurtrippen setzt an den mittleren Achtseitpfeilern nasenförmig an bzw. stützt sich auf polygonale zurückgestufte Wandvorlagen und lagert im Südwesten und an der Nordwand auf einer reich profilierten Konsole, die Schlusssteine mit Wappenschilden und Handwerkszeichen nennen wohl die Stiftungen. Die nachträglich eingefügte Orgelempore ist kreuzrippenunterwölbt auf profilierten Konsolen und Kielbogenarkaden, am mittleren Achtseitpfeiler auf Hornkonsolen, im südlichen Randbereich wegen des romanischen Portals zurückverzogen, im nördlichen Bereich durch eine einspringende Mauer eingeengt.
Der stark eingezogene leicht spitzbogige Triumphbogen hat eine gotische Einfassung und nennt 1462 oder 1465. Am Bogen befindet sich eine gotische vierseitige verputzte Steinkanzel auf einem Fuß aus Granit, die Kanzel hat eine Treppe, die Treppenbrüstung hat eine abgefaste Einfassung und einen gekehlten Handlauf aus Granit.
Der zweijochige Chor hat vom Beginn des Umbaus ein Kreuzrippengewölbe mit Schlusssteinen und mit Rippen, die in den Ecken bis zum Boden abgesenkt sind, die Rippen sind in der Mitte nasenförmig auf Rundstäben abgesetzt. Das Sakramentshäuschen aus Granit ist aus der Bauzeit, auf einem großen Basisstein sind ein Rundstab und ein Tabernakelaufsatz mit Wulstrahmung unter Blendwimperg tragend, hinter einem Rautengitter steht die Schnitzfigur hl. Sebastian aus dem 18. Jahrhundert. Die abgefaste Sessionsnische ist schließt flachbogig.
Die Kirche ist innen durchgehend mit einem barocken Plattenboden aus Granit ausgelegt, eine Granitplatte im Boden verschließt den Abgang in der Erdstall.

## Ausstattung
Den Hochaltar als ehemaliger Seitenaltar der Stiftskirche Zwettl baute 1615 Johann Rosenauer, er wurde um 1730 hierher übertragen.
Es gibt zwei bemerkenswerte Bretterfiguren Maria und Johannes Evangelist wohl von einer Triumphkreuzgruppe um 1440. Es gab eine Pietà um 1520, die jedoch seit einem Einbruchdiebstahl nicht mehr aufgefunden wurde. Das ursprünglich barocke Bild Unterricht Mariens wurde um 1930 erneuert und erhielt einen Rahmen aus dem frühen 17. Jahrhundert, wie das barocke Bild Heilige Familie, überarbeitet in einem Rahmen aus dem 18. Jahrhundert.
Das runde gotische Taufbecken aus Granit hat einen erneuerten polygonalen Fuß. Der Weihwasserstein ist aus Granit. Das Gestühl im Langhaus ist in mittelalterlicher Form erneuert, das Gestühl im Chor ist barock.
Die Glocken sind aus dem 15. Jahrhundert und aus 1519.

## Orgel
Die Orgel stammt von Joseph Gatto d. J. und war 1842 für die Pfarrkirche Gastern geschaffen worden. Im Jahr 1904 wurde sie nach Kleinzwettl gebracht und in die Kirche eingefügt. Auf Anregung von Prof. Dr. Otto Hinterhofer wurde das lange vernachlässigte Instrument durch Orgelbau Kögler restauriert und am 21. September 2024 feierlich wieder in Betrieb genommen.

### Disposition
Schreibweise wie auf den Registerschildern
| Manual C–c3 |       |
| VIOLA       | 8′    |
| COPELL      | 8′    |
| PRINZIPAL   | 4′    |
| FLÖTE       | 4′    |
| OCTAV       | 2′    |
| MIXTUR II   | 1 ⁄3′ |

| Pedal C–a0 |     |
| SUBBASS    | 16′ |
| OCT:BASS   | 8′  |

Stimmtonhöhe: 461,25 Hz bei 15 °C, Winddruck 57,2 mm Wassersäule, gleichschwebende Stimmung
Anmerkungen
1. ↑  Im Prospekt: C, D, E, F, G, A, B, H, c, cis, d, dis, e, f, fis, g, gis, a, b, h, c1, cis1, d1, dis1, e1, f1, fis1, g1 und gis1. Innen: a1–c3, ebenso (als Holzpfeifen) Cis, Dis, Fis und Gis.
2. ↑  1 1⁄3′+1′, ab c2 2 2⁄3′+2′